# Hermann Lange (Maler)

Hermann Lange, Selbstporträt, 1930, Öl auf Leinwand

Hermann Lange (* 2. Juni 1890 in Niederhäslich; † 3. Dezember 1939 in Freital/Burgk) war ein deutscher Maler und Grafiker.

## Leben und Wirken
Hermann Lange wurde als drittes Kind des Maurers Gustav Lange und dessen Ehefrau Selma, geb. Kaden am 2. Juni 1890 in Niederhäslich bei Dresden (ab 1921 Freital-Niederhäslich) geboren. Von 1896 bis 1904 besuchte er die 8-klassige höhere Volksschule in Deuben (ab 1921 Freital-Deuben). Im Sommer 1903 erlitt er in Burkau einen Unfall, der eine lebenslange linksseitige Lähmung zur Folge hatte. Von April 1904 bis September 1904 setzte er den Schulbesuch in der 1-klassigen höheren Fortbildungsschule Deuben fort. Im Jahr 1906 begann er eine Ausbildung an der Königlichen Zeichenschule Dresden (Vorbereitungsinstitut der Kunstgewerbeschule). Auf Anraten der Lehrerschaft wurde er aufgrund mangelnder Mal- und Zeichentechniken jedoch nach nur einem Jahr entlassen.
Der ebenfalls in Niederhäslich wohnende Maler und Grafiker Karl Hanusch erkannte jedoch Langes Talent, förderte seine technische Vorbildung und bereitete ihn so auf die Aufnahmeprüfung für die Königliche Kunstakademie in Dresden vor, an der Hermann Lange ab April 1908 studierte. Von 1909 bis 1911 waren in der Mittelklasse die Professoren Richard Müller und Osmar Schindler seine Lehrer. Anlässlich der Eröffnung einer Schülerausstellung der Akademie erwarb Richard Müller am 23. März 1911 eine Federzeichnung H. Langes für die Akademie. Danach wurde er in die Oberklasse und den Malsaal von Prof.Oskar Zwintscher versetzt. Im Jahr 1912 erhielt Hermann Lange ein mit einer Prämie verbundenes Ehrenzeugnis; im Jahr 1914 vergab die Akademie erneut eine Prämie sowie ein Stipendium. Von April 1915 bis zum 15. Oktober 1918 war er Schüler im Meisteratelier von Professor Carl Bantzer, im Anschluss daran setzte er seine Ausbildung bis September 1919 bei Robert Sterl fort. Im Sommer 1919 nahm er erstmals an einer außerakademischen Ausstellung, der Sommerausstellung der Künstlervereinigung Dresden, teil.
Im Januar 1920 heiratete Hermann Lange die Handarbeitslehrerin Margarete Lunze aus Pirna. Aus der Ehe gingen zwei Töchter hervor. Im gleichen Jahr unternahm er seine erste Reise nach Breslau, wo er begann, an Radierungen zu arbeiten. Der Sächsische Kunstverein erwarb im Jahr 1923 zwei seiner Radierungen als Jahresgabe für die Vereinsmitglieder. Diese Radierungen waren in einer Auflage von je 325 Stück erschienen, doch durch die Inflation wurde der Verkaufserlös umgehend wertlos. Im Jahr 1925 bekam er eine Honorarstelle (21 Wochenstunden) als Zeichenlehrer an der Städtischen Gewerbeschule Freital. Sinkende Schülerzahlen und städtische Sparmaßnahmen brachten ihm 1930 die Kündigung. In dieser Zeit begegnete ihm Curt Querner, dessen leidenschaftliches Interesse für die bildende Kunst und seine sich bereits abzeichnende Begabung H. Lange dazu bewogen, ihn zum Studium an der Kunstakademie zu ermutigen. Gleichzeitig beteiligte er sich kontinuierlich an Dresdner und Freitaler Ausstellungen. Es folgten mehrere Ankäufe seiner Bilder durch staatliche und städtische Stellen. Im Jahr 1927 zog die Familie von Freital-Niederhäslich nach Freital-Burgk um.
In den Jahren 1925/1926 gehörte Hermann Lange ebenso wie auch Karl Hanusch und Erich Ockert der Gruppe 1925 an.
Seit 1932 war er Mitglied der Dresdner Sezession 1932.
Im Rahmen beider Vereinigungen war er an Ausstellungen beteiligt.
Hermann Lange starb 1939 infolge von Arteriosklerose im Alter von nur 49 Jahren in Freital-Burgk.

## Würdigung
Nicht nur die Zeichnungen und Radierungen Hermann Langes sind äußerst detailliert gehalten. Das Gleiche trifft auf seine Gemälde zu. Er gilt als früher Vertreter der Neuen Sachlichkeit und war seiner Zeit damit voraus. Im damaligen Kunstbetrieb stieß er mit dem Sujet seiner Werke auf Kritik und kaum auf die Gunst von Käufern. Auftragswerke waren selten. Hermann Langes Realismus galt als nicht zeitgemäß. Damit blieb ihm zu Lebzeiten der künstlerische und finanzielle Erfolg vielfach verwehrt. Hinzu kam seine Behinderung, die ihm jegliche praktische Arbeit erschwerte. Der Erlös aus dem Verkauf seiner Bilder konnte nur ein unregelmäßiger Beitrag zum Unterhalt der Familie sein. Seine Gattin Margarete ermöglichte Hermann Lange mit ihrer Berufstätigkeit als Handarbeitslehrerin die künstlerische Arbeit. Die Familie lebte in bescheidenen Verhältnissen.

## Ausstellungen
postum:
- 1940 fand die erste Gedächtnisausstellung für Hermann Lange in der Freitaler Gewerbeschule statt.
- 1960 (aus Anlass seines 70. Geburtstages) und 2015 (125. Geburtstag) zeigte das Haus der Heimat (seit 1991 Städtische Sammlungen mit Kunstsammlung) in Freital jeweils eine Auswahl seiner Werke.
- 1995 (115. Geburtstag) veranstaltete das Dresdner Stadtarchiv eine Personalausstellung.
- 1996 folgte eine weitere im k.u.n.s.t.-verein Freital („Einnehmerhaus“) zum 75. Jubiläum der Stadtgründung.
- 1997 wurden in der damaligen Winckelmann-Studienstätte auf Schloss Nöthnitz Graphiken von Karl Hanusch und Hermann Lange ausgestellt.
- 1999 zeigte das Stadtmuseum Dresden eine Auswahl von Stillleben und Interieurs Hermann Langes.
- 2005 Lohgerber-Stadt- und Kreismuseum Dippoldiswalde; Hermann Lange – Malerei und Grafik
- 2012 Kabinett-Ausstellung in der Galerie "Finckenstein", Dresden, Obergraben 8 a.